# 500 Degreez
500 Degreez is het derde muziekalbum van de Amerikaanse rapper Lil Wayne, uitgebracht op 23 juli 2002 door Cash Money Records en Universal Records.
De titel van het album is een knipoog naar het album van collega-rapper Juvenile van vier jaar eerder, 400 degreez. Het album piekte op nummer zes op de Amerikaanse Billboard 200 chart en piekte op nummer een in de Billboard Top R&B / Hip Hop Albums chart, met 183.000 verkochte exemplaren in zijn eerste week. Maar het album werd gecertificeerd door de RIAA naast zijn recente tweede album Lights Out.

## Nummers
1. "Fly Talkin'"  – 1:36
2. "Look at Me"  – 4:00
3. "Way of Life" (ft. Big Tymers/TQ)  – 4:01
4. "Big Tigger Live on the Radio" – 1:31
5. "Gangsta and Pimps" (ft. Birdman) – 4:41
6. "Lovely" – 4:02
7. "Gangsta Shit." (ft. Petey Pablo)  – 3:40
8. "Big Tigger Live on the Radio" – 1:02
9. "Bloodline" – 4:21
10. "Where You At" – 3:50
11. "Worry Me" – 4:06
12. "500 Degreez" – 3:45
13. "Go Hard" (ft. Birdman) – 3:30
14. "Young'n Blues" – 4:32
15. "Believe That" (ft. Blaque/Mannie Fresh) – 4:12
16. "Rob Nice Live on the Radio" – 1:14
17. "Fuck You" (ft. Big Tymers) – 4:20
18. "What Does Life Mean To Me" (ft. TQ/Big Tymers) – 1:25
19. "Get That Dough" (ft. Baby/Tateeze/Cristal) – 3:38
20. "Fo Sheezy I'm Lil Weezy" – 3:44
21. "Fly Talkin' Go Home  – 3:20